# Arsis
Arsis ist eine US-amerikanische Death-/Thrash-Metal-Band aus Virginia Beach.

## Geschichte
James Malone und Michael VanDyne, zwei College-Studenten am Berklee College of Music gründeten in den Weihnachtsferien 2000 Arsis. Ein erstes Demo entstand 2001, ein weiteres folgte 2002. Mit diversen Sessionmitgliedern wurden einige Liveshows durchgeführt und 2004 unterschrieben sie einen Plattenvertrag bei Willowtip Records. Das Debütalbum A Celebration of Guilt erreichte im Underground einige gute Reviews und wurde zum Teil mit Slaughter of the Soul von At the Gates verglichen.
A Diamond for Disease, eine EP mit einem 13-minütigen Titeltrack folgte 2005. Die US-amerikanische Heavy-Metal-Ballett-Gruppe Ballet Deviare verwendete das Lied.
2006 erschien das zweite Album United in Regret, bei dem Daath-Gitarrist Eyal Levi als Produzent tätig war. Mehrere Tourneen mit u. a. Enslaved, God Forbid, Necrophagist und All Shall Perish folgten. Anschließend verließ VanDyne das Duo. Darren Cesca, ebenfalls am Berklee-College, stieg als neuer Schlagzeuger ein. Zudem nahm Malone mit Ryan Knight einen zweiten Gitarristen in die Band. Fester Bassist wurde Noah Martin, der schon auf dem United in Regrets-Album als Session-Bassist tätig war.
Mit Produzent Zeuss (u. a. Agnostic Front, Hatebreed und Municipal Waste) entstand We Are the Nightmare, welches 2008 von Nuclear Blast veröffentlicht wurde. Kurz danach brach das Line-up wieder zusammen. Eine Europa-Tournee fand im Herbst 2008 im Vorprogramm von Morbid Angel, Kataklysm und Marduk statt. David Kinkade (Borknagar, Schlagzeug) und Nick Cordle (Bass) komplettierten das Line-up wieder. Für den Winter 2008/2009 ist eine US-Tour angekündigt. Mai 2009 waren sie auf dem Legacy Open Air Festival zu sehen und im November tourten sie mit Behemoth, Devildriver und Scar Symmetry auf der Neckbreakers Ball Tour. Am 5. März 2012 ging Gitarrist Nick Cordle zu Arch Enemy.

## Diskografie
- 2004: A Celebration of Guilt
- 2006: United in Regret
- 2008: We Are the Nightmare
- 2010: Starve for the Devil
- 2013: Unwelcome
- 2018: Visitant